# Kejadianlom
Kejadianlom is een bestuurslaag in het regentschap Tanggamus van de provincie Lampung, Indonesië. Kejadianlom telt 930 inwoners (volkstelling 2010).